# Ardisia ebolowensis
Espèce
Ardisia ebolowensis est une espèce de plantes à fleurs de la famille des Primulaceae et du genre Ardisia, endémique du Cameroun.